# Franski spítalinn

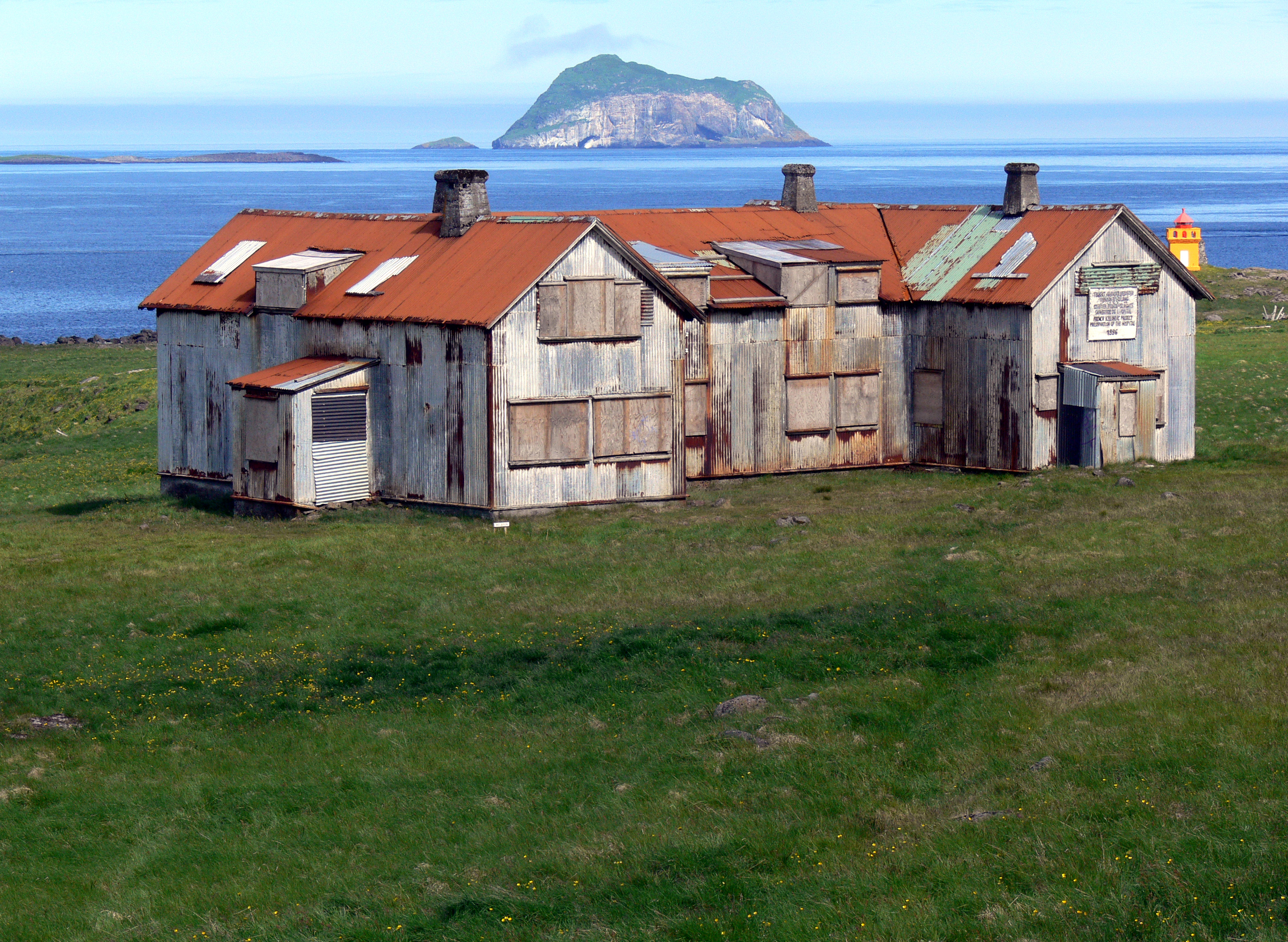
Leerstehend auf Hafnarnes

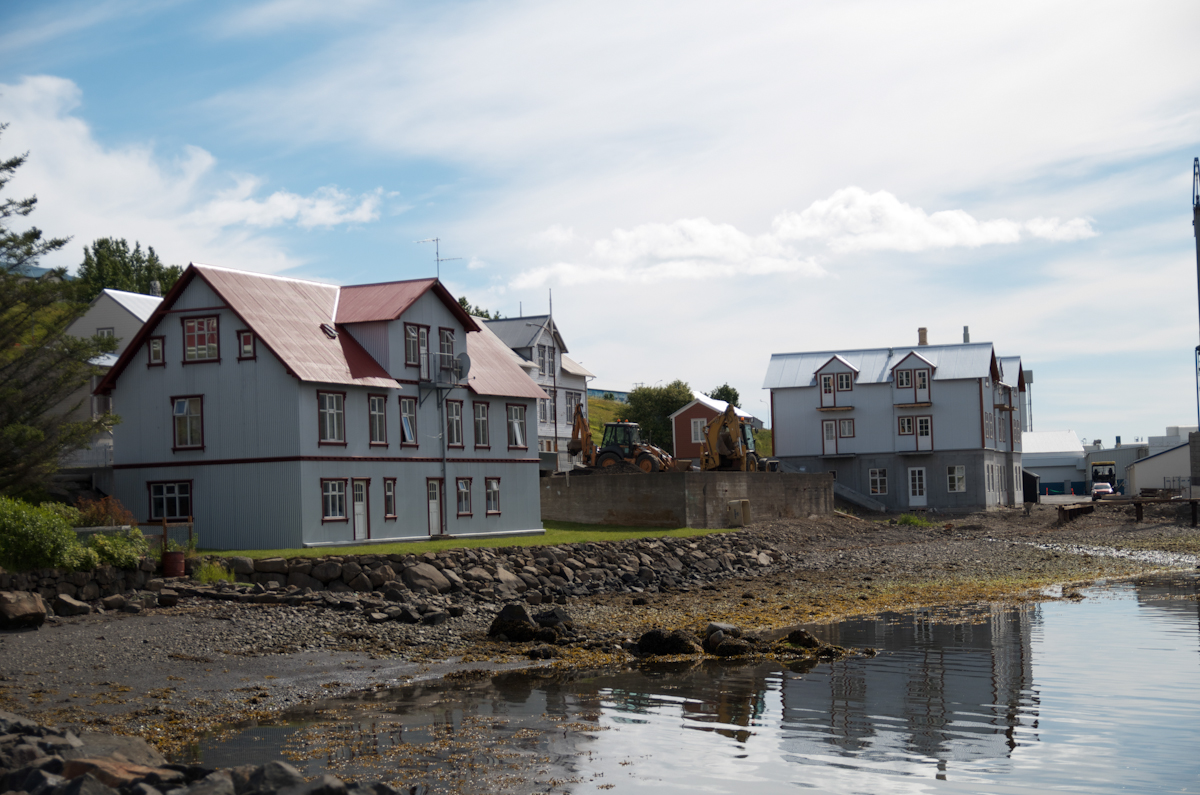
Renoviert in Fáskrúðsfjörður als Hotel (rechts)

Das Franski spítalinn (das französische Krankenhaus) wurde 1903 in dem Ort Búðir in den Ostfjorden Íslands erbaut.

## Geschichte
Seit dem 17. Jahrhundert kamen französische Fischer nach Island zum Dorschfang. Zur Zeit des Ersten Weltkriegs kam diese Fischerei zum Erliegen und hat sich nicht wieder erholt. Das Spital nahm 1904 seinen Betrieb auf. Nachdem das Krankenhaus nicht mehr gebraucht wurde, transportierte man es nach Hafnarnes am Südufer des Fáskrúðsfjörðurs in der Nähe des Leuchtturms. Hier diente es als Gemeindehaus, Wohnhaus für fünf Familien und als Kindergarten. Bis 1964 wurde es genutzt und stand dann fast ein halbes Jahrhundert leer.
Im Jahr 2011 wurde das Haus wieder zurücktransportiert an den Ort, wo es erbaut wurde. Er trägt inzwischen den Namen Fáskrúðsfjörður wie der Fjord. Hier wurde es renoviert und dient als Hotel, in dem sich auch eine Ausstellung über die ursprüngliche Nutzung befindet.
Am Anfang des 20. Jahrhunderts gab es weitere Spitäler in Ísland, die vom französischen Staat für seine Fischer erbaut wurden. Die anderen waren:
- in Reykjavík in der Lindargata[4] Ecke Frakkarstígur, später war in dem Gebäude eine Schule[5]. Das Holzhaus wurde 1902 gebaut und steht seit 2008 unter Denkmalschutz
- auf den Vestmannaeyjar, Kirkjuvegur, das Gebäude hat jetzt den Namen Gamli oder Gamló[6]
- in Grundarkampur der früheren Ansiedlung von Grundarfjörður, wurde um 1860 abgetragen.